# Rosalía de Castro

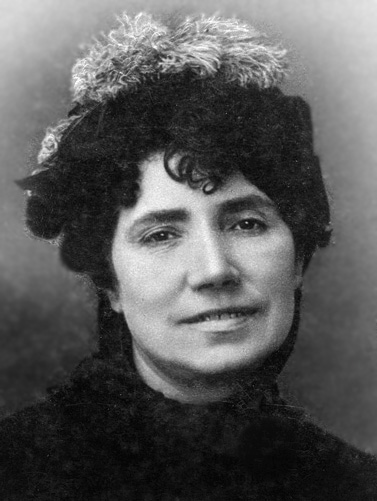
Rosalía de Castro

Rosalía de Castro (Santiago de Compostella, 24 februari 1837 – Padrón, 15 juli 1885), was een schrijfster en dichteres in de Spaanse en Galicische taal.

## Biografie
María Rosalía Rita was dochter van een ongehuwde moeder (María Teresa de la Cruz de Castro) en behoorde tot de lagere adel. Haar vader was de pastoor en kapelaan Jose Martínez Viojo, die tot haar 10e levensjaar voor haar zorgde. Haar eerste verzen schreef Rosalía toen ze 12 jaar oud was, en op haar 17e was haar literaire talent al in verschillende kringen erkend.
In 1856 verhuisde ze van Santiago de Compostella naar Madrid. In 1857 debuteerde ze met haar eerste dichtbundel in het Spaans, “La Flor” (De Bloem). Rosalía trouwde in 1858 met de schrijver en historicus Manuel Murguia, die zij in Madrid had leren kennen. Het jaar daarop werd haar eerste kind, Alejandra, geboren. Rosalía zou in totaal zeven kinderen krijgen, van wie de één-na-jongste vroeg overleed ten gevolge van een val en de jongste dood werd geboren. Het echtpaar bracht langere perioden gescheiden door. Vanwege de werkzaamheden van Murguia verhuisde het echtpaar verschillende malen en verbleef onder meer in A Coruña, Madrid, Simancas en La Mancha. Vanaf 1868 vestigde zij zich definitief in Galicië.
Manuel Murguia steunde zijn vrouw bij het schrijven en het uitgeven van haar werken. Rosalía genoot tijdens haar leven nooit van een goede gezondheid. Uit haar werk blijkt een sterke persoonlijkheid, haar opstandige karakter en haar afkeer van sociale ongelijkheid. Rosalía veroordeelde sterk de emigratie waartoe vele Galiciërs zich vanwege de economische situatie gedwongen zagen.
In 1863 verschijnt haar werk “Cantares Gallegos”, hetgeen in de literatuurgeschiedenis van het Galicisch zeer belangrijk is, omdat het wordt beschouwd als de basis van de Rexuridimento, de renaissance van de cultuur en taal van Galicië.
Het werk in de Spaanse taal wordt echter beschouwd als even belangrijk als het werk in het galego. “Las orillas del Sar” (1884) wordt als haar meesterwerk beschouwd. Het zijn intieme, doordringende verzen, doortrokken van menselijk gevoel. Vanwege dit werk wordt ze ook beschouwd als een voorloper van het modernisme en existentialisme.
Rosalía werd in haar werk beïnvloed door Heinrich Heine en José de Espronceda,
De laatste dagen van haar leven verbleef ze in Padrón, in een huis dat tegenwoordig is ingericht als het museum Rosalía de Castro.
Op 48-jarige leeftijd overleed ze als gevolg van kanker.

### Dichtbundels
- La Flor (1857)
- A mi madre (1863)
- Cantares gallegos (1863) (Galicisch)
- Follas novas (1880) (Galicisch)
- En las orillas del Sar (1884) (Spaans)

### Proza
- La hija del mar (1859) (Spaans)
- Flavio (1861) (Spaans)
- El cadiceño (1863) (Spaans)
- Contos da miña terra I (later gepubliceerd onder de naam Conto gallego) (1864) (Galicisch)
- Ruinas (1866) (Spaans)
- Las literatas (1866) (Spaans)
- El caballero de las botas azules (1867) (Spaans)
- El primer loco (1881) (Spaans)
- El domingo de Ramos (1881) (Spaans)
- Padrón y las inundaciones (1881) (Spaans)
- Mi tia la de Albacete (1882) (Spaans)

## Negra sombra
Haar gedicht Negra sombra uit de bundel Follas novas uit 1880 beschreef in haar eigen streektaal haar somberte als zwarte schaduw die haar nooit meer zou verlaten. Een streekgenoot, Xoan Montes Capón, zette haar gedicht op klassieke koormuziek. Zowel het gedicht als het lied werden snel populair in Galicië, en er ontstonden ook al snel meerdere populaire versies, bijvoorbeeld die door Luz Casal en Carlos Nuñez.

## Rosalía de Castro in de sterrenhemel
In 2019 kreeg de ster HD 149143 in het equatoriale sterrenbeeld Slangendrager de officieel erkende naam Rosalíadecastro, als onderdeel van de zoektocht naar planetenstelsels in de interstellaire ruimte van het melkwegstelsel.
- Bibsys: 90094346
- Biblioteca Nacional de España: XX881851
- Bibliothèque nationale de France: cb120604552 (data)
- Catàleg d'autoritats de noms i títols de Catalunya: 981058521513806706
- CiNii: DA02174228
- Digitale Bibliotheek voor de Nederlandse Letteren: cast078
- Gemeinsame Normdatei: 118935267
- International Standard Name Identifier: 0000 0000 8129 8427
- Library of Congress Control Number: n79021724
- Nationale Bibliotheek van Letland: 000049533
- MusicBrainz: 3a7cf6c2-9640-4d68-a5ca-d82d9d690be8
- Bibliotheek van het Japanse parlement: 00804127
- Nationale Bibliotheek van Tsjechië: jn20010602163
- Nationale bibliotheek van Australië: 35749192
- Nationale Bibliotheek van Israël: 987007276535305171
- Nationale en Universitaire bibliotheek Zagreb: 000454159
- Nederlandse Thesaurus van Auteursnamen: 068294557
- Réseau des bibliothèques de Suisse occidentale: 02-A003083649
- Istituto Centrale per il Catalogo Unico: SBLV227957
- LIBRIS: 182771
- SNAC: w6th9xg9
- Système universitaire de documentation: 028855418
- Trove: 1069895
- Virtual International Authority File: 51711491
- WorldCat: E39PBJkdfYWP34MDTfBv46yDbd